# Embalse de Los Rábanos
El embalse de Los Rábanos está ubicado en el municipio de Los Rábanos, en la provincia de Soria, comunidad autónoma de Castilla y León, España.